# Grenze zwischen Österreich und der Slowakei

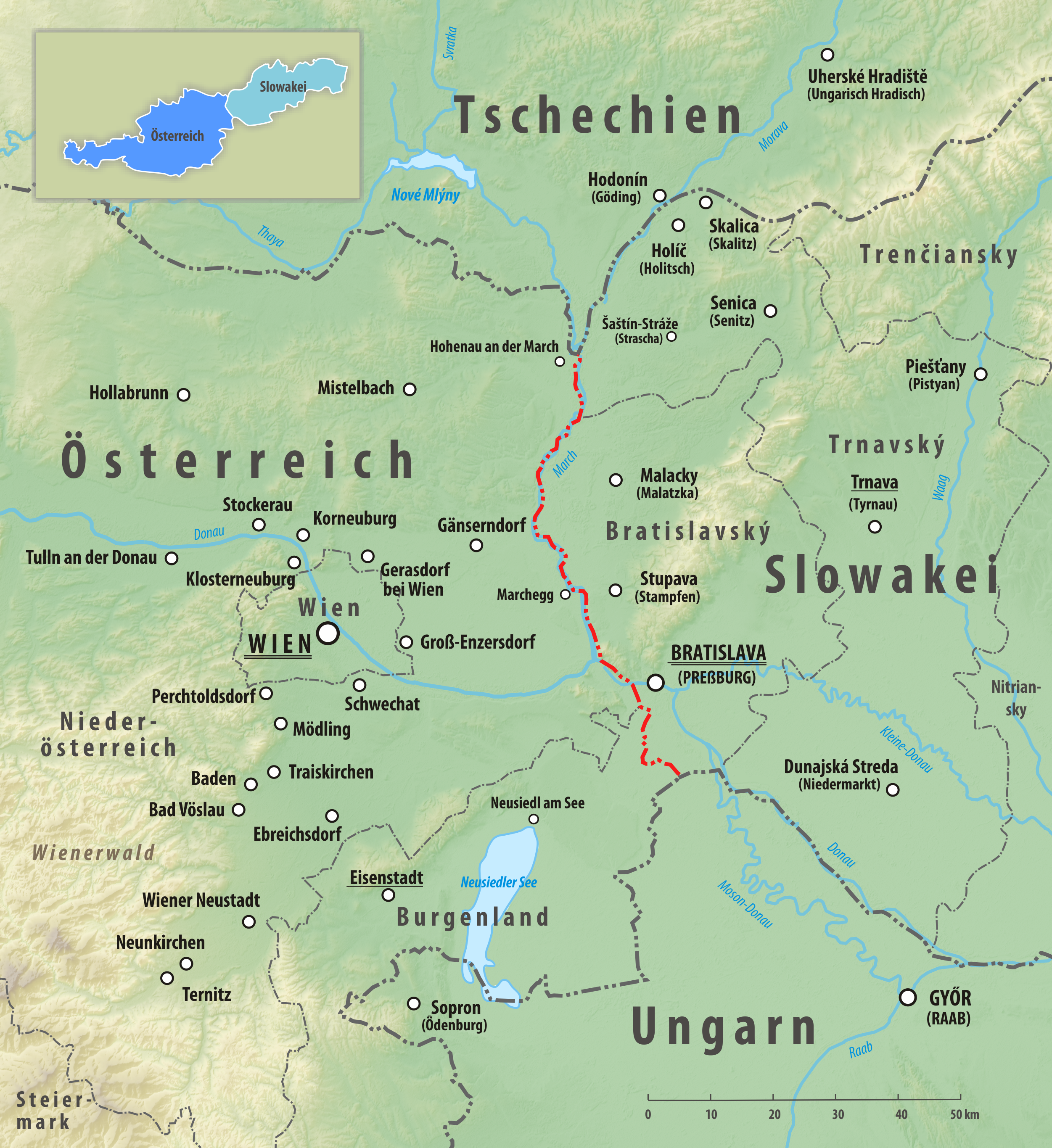
Grenzverlauf Österreich-Slowakei

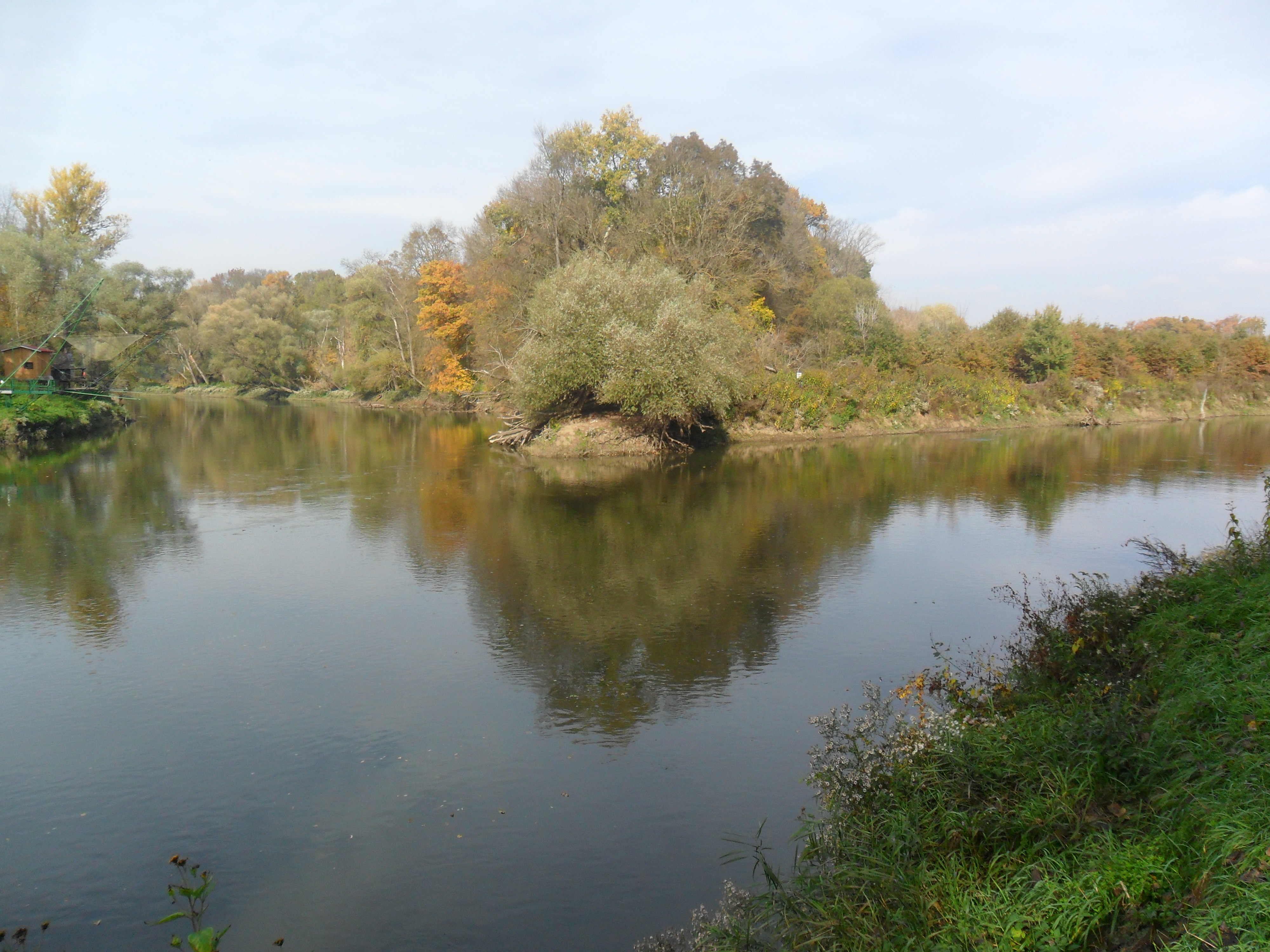
Dreiländereck Österreich-Slowakei-Tschechische Republik

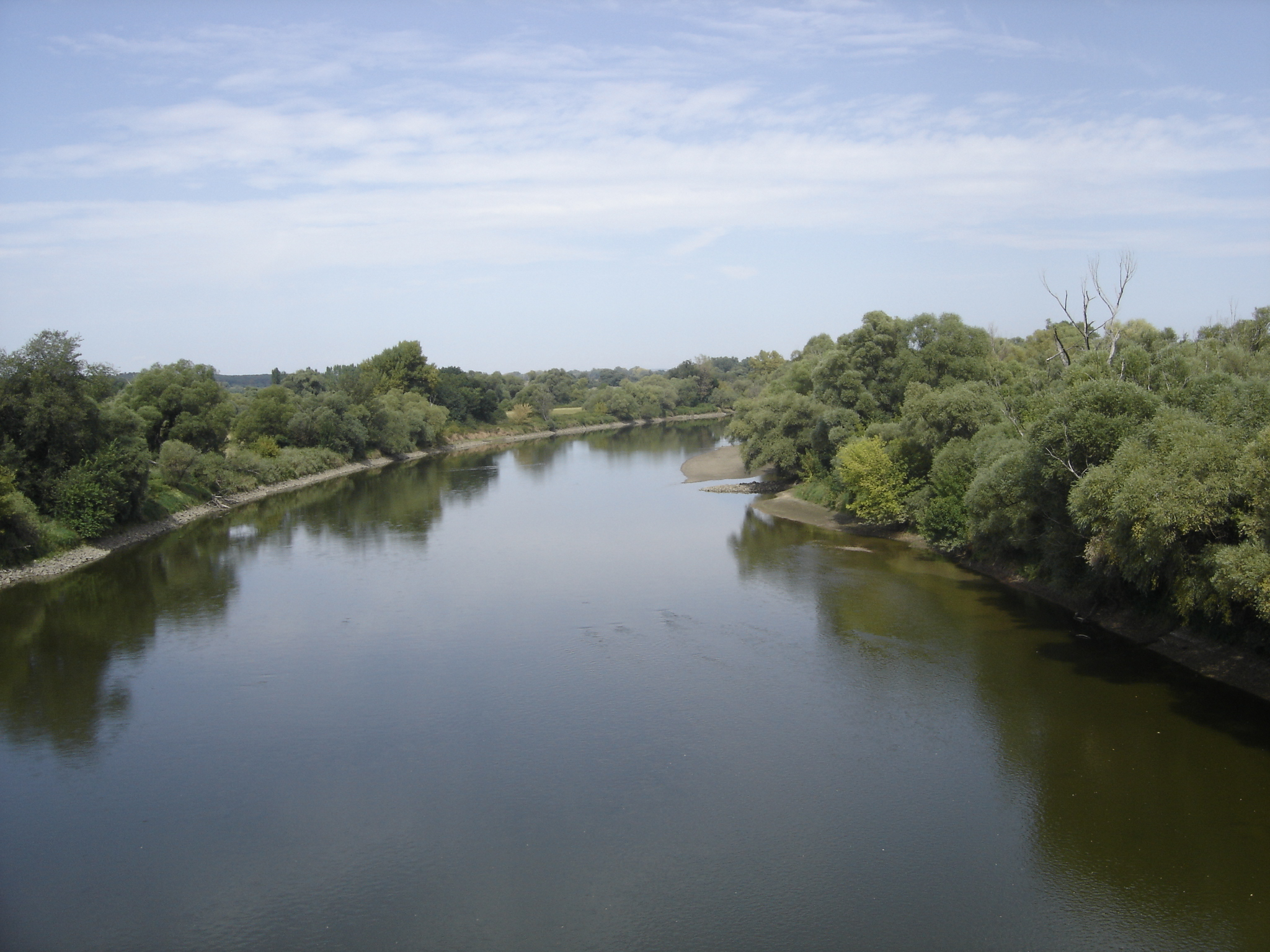
Grenzfluss March an der Fahrradbrücke der Freiheit zwischen Devínska Nová Ves und Schloss Hof

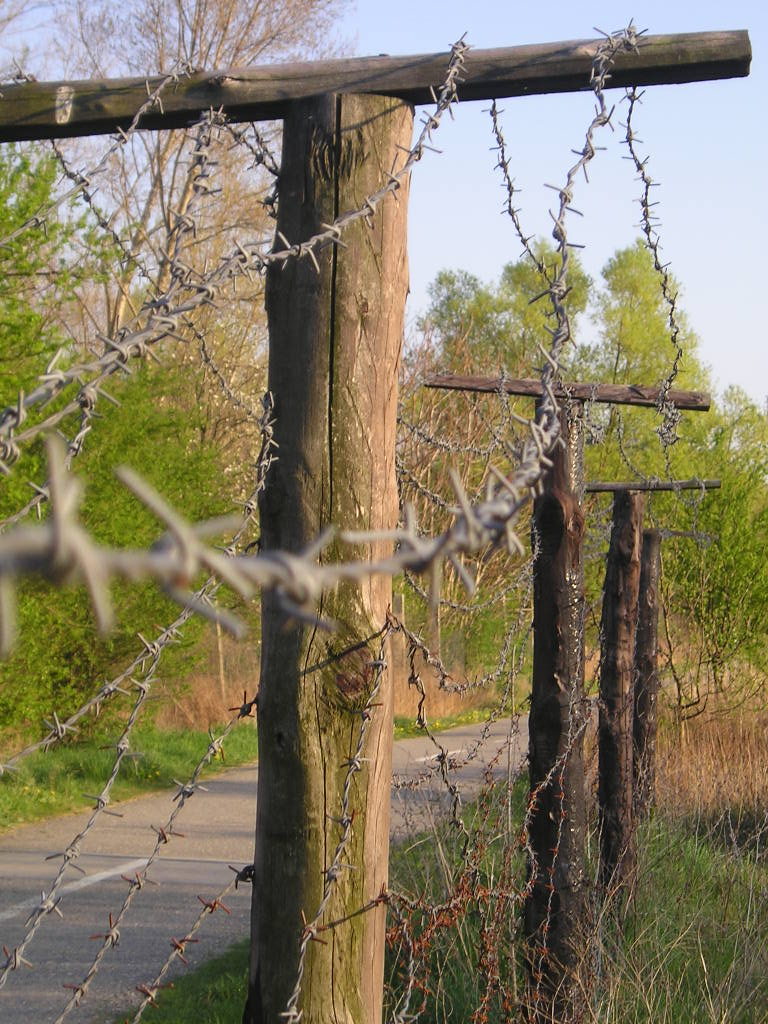
Reste des Eisernen Vorhangs bei Devínska Nová Ves

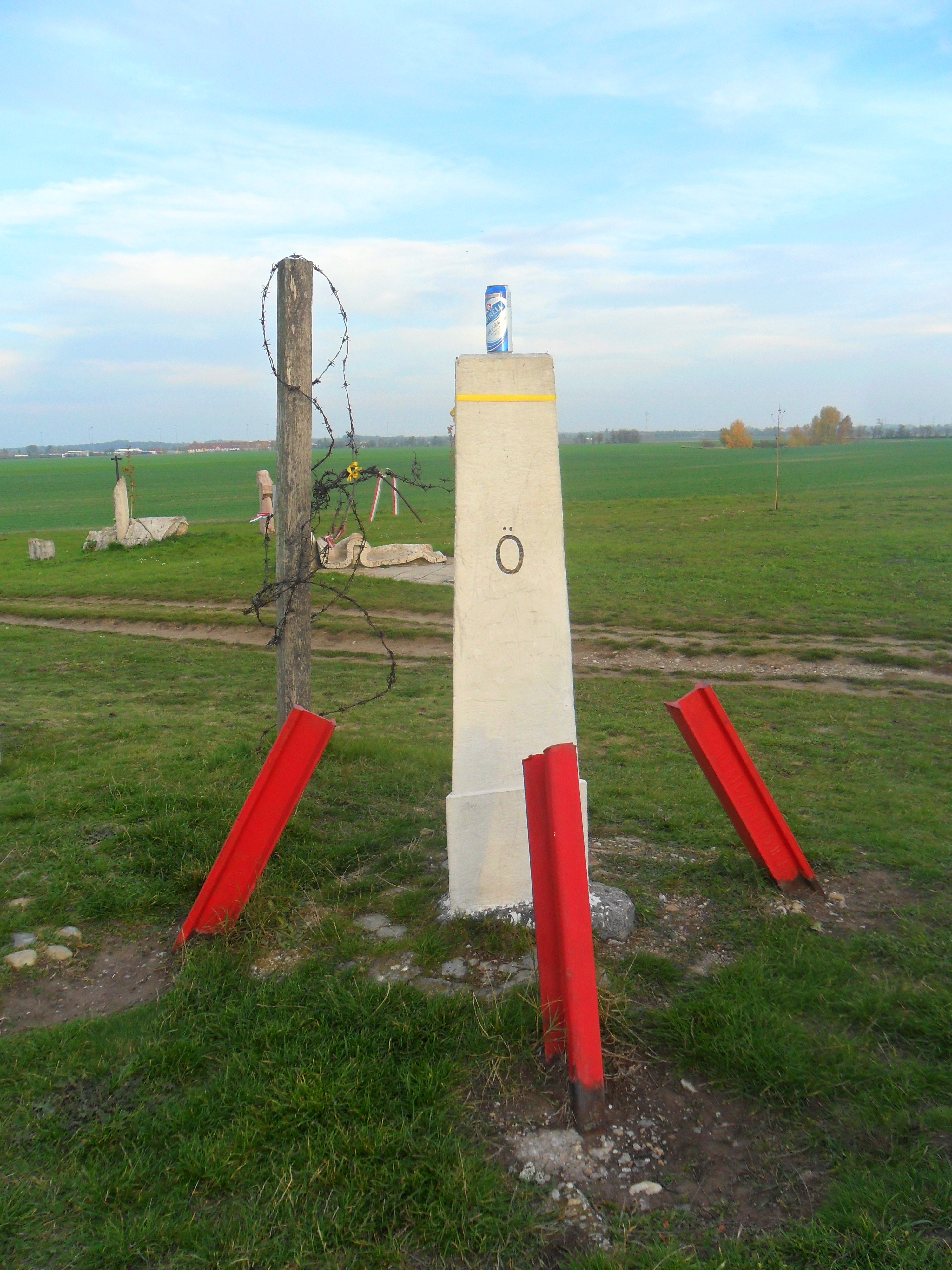
Dreiländereck Österreich-Slowakei-Ungarn

Die Grenze zwischen Österreich und der Slowakei hat eine Länge von 106,7 Kilometern.

## Verlauf
Die Grenze beginnt im Norden an der Mündung der Thaya in die March (slowakisch Morava) am Dreiländereck Österreich-Slowakei-Tschechien und folgt danach dem Unterlauf der March bis zu deren Mündung in die Donau bei Engelhartstetten / Devín. Danach verläuft die Grenze am Strom, bevor sie im Raum zwischen Wolfsthal, Karlova Ves und Petržalka sich nach Süden wendet und auf freiem Land das Dreiländereck Österreich-Slowakei-Ungarn bei Deutsch Jahrndorf / Čunovo erreicht.

## Geschichte
Die heutige Grenze entstand auf der Grundlage des Vertrags von Saint-Germain im Jahr 1919 zwischen Österreich und der Tschechoslowakei, wobei große Teile schon vorher einen Teil der Landesgrenze zwischen den beiden Reichshälften Österreich-Ungarns bildeten und der Marchabschnitt seit dem 11. Jahrhundert das Königreich Ungarn von Österreich trennte.
Nach dem Ende des Zweiten Weltkriegs kam es im August 1947 infolge der Abtretung der Orte Rusovce (deutsch Karlburg, ungarisch Oroszvár), Jarovce (deutsch Kroatisch-Jahrndorf, ungarisch Horvátjárfalu) und Čunovo (deutsch Sarndorf, ungarisch Dunacsún) (Bratislavaer Brückenkopf, inzwischen nach  Bratislava/Pressburg eingemeindet) von Ungarn an die damalige Tschechoslowakei auf der Pariser Friedenskonferenz 1946 zu einer Verlängerung der damaligen österreichisch-tschechoslowakischen auf Kosten der österreichisch-ungarischen Grenze.

In der Zeit des Kalten Kriegs verlief der Eiserne Vorhang an der Grenze und war dementsprechend streng bewacht. 
Der heutige Grenzverlauf wird nach einem Grenzvertrag zwischen Österreich und der Tschechoslowakei vom 21. Dezember 1973 mit späteren Änderungen geregelt.

### Seit der Flüchtlingskrise 2015/16
Österreich kontrolliert seit dem Beginn der Flüchtlingskrise in Europa 2015/2016 seine Grenzen zur Slowakei und zu Ungarn. Dabei sind auch Soldaten des Bundesheeres im Assistenzeinsatz. Da die Slowakei am 27. September 2022 an ihrer Grenze zu Österreich wieder Grenzkontrollen angekündigt hat, lässt auch das österreichische Innenministerium seit dem 29. September 2022 wieder Grenzkontrollen an der Grenze zur Slowakei durchführen. Seit dem 29. September 2022 kontrolliert Österreich die Grenze zur Slowakei aufgrund erhöhten Schleppertums.

## Gemeinden an der Staatsgrenze (von Nord nach Süd)
| Ö S T E R R E I C H | Ö S T E R R E I C H | Ö S T E R R E I C H                          | Ö S T E R R E I C H   | Ö S T E R R E I C H         |           | S L O W A K E I              | S L O W A K E I          | S L O W A K E I | S L O W A K E I | S L O W A K E I   |
| Bundesland          | Bezirk              |                                              | Gemeinde              | Grenz- übertritt            |           | Grenz- übertritt             |                          | Gemeinde        | Okres (Bezirk)  | Kraj (Region)     |
| ------------------- | ------------------- | -------------------------------------------- | --------------------- | --------------------------- | --------- | ---------------------------- | ------------------------ | --------------- | --------------- | ----------------- |
| Tschechien          |                     |                                              |                       |                             |           |                              |                          |                 |                 |                   |
| Niederösterreich    | Gänserndorf         |                                              | Hohenau an der March  |                             | M a r c h |                              |                          | Sekule (Sekeln) | Senica (Senitz) | Trnavský (Tyrnau) |
| Niederösterreich    | Gänserndorf         | Moravský Svätý Ján (St. Johann an der March) | Hohenau an der March  |                             | M a r c h |                              |                          |                 | Senica (Senitz) | Trnavský (Tyrnau) |
| Niederösterreich    | Gänserndorf         | Ringelsdorf-Niederabsdorf                    |                       |                             | M a r c h |                              |                          |                 | Senica (Senitz) | Trnavský (Tyrnau) |
| Niederösterreich    | Gänserndorf         | Drösing                                      |                       |                             | M a r c h |                              |                          |                 | Senica (Senitz) | Trnavský (Tyrnau) |
| Niederösterreich    | Gänserndorf         |                                              |                       | Veľké Leváre (Großschützen) | M a r c h | Malacky (Malatzka)           | Bratislavský (Pressburg) |                 |                 |                   |
| Niederösterreich    | Gänserndorf         | Malé Leváre (Kleinschützen)                  |                       |                             | M a r c h | Malacky (Malatzka)           | Bratislavský (Pressburg) |                 |                 |                   |
| Niederösterreich    | Gänserndorf         | Jedenspeigen                                 |                       |                             | M a r c h | Malacky (Malatzka)           | Bratislavský (Pressburg) |                 |                 |                   |
| Niederösterreich    | Gänserndorf         | Gajary (Gayring)                             |                       |                             | M a r c h | Malacky (Malatzka)           | Bratislavský (Pressburg) |                 |                 |                   |
| Niederösterreich    | Gänserndorf         | Dürnkrut                                     |                       |                             | M a r c h | Malacky (Malatzka)           | Bratislavský (Pressburg) |                 |                 |                   |
| Niederösterreich    | Gänserndorf         | Angern an der March                          |                       |                             | M a r c h | Malacky (Malatzka)           | Bratislavský (Pressburg) |                 |                 |                   |
| Niederösterreich    | Gänserndorf         | Suchohrad (Dimburg)                          |                       |                             | M a r c h | Malacky (Malatzka)           | Bratislavský (Pressburg) |                 |                 |                   |
| Niederösterreich    | Gänserndorf         | Záhorská Ves (Ungeraiden)                    |                       |                             | M a r c h | Malacky (Malatzka)           | Bratislavský (Pressburg) |                 |                 |                   |
| Niederösterreich    | Gänserndorf         | Weiden an der March                          |                       |                             | M a r c h | Malacky (Malatzka)           | Bratislavský (Pressburg) |                 |                 |                   |
| Niederösterreich    | Gänserndorf         | Vysoká pri Morave (Hochstetten)              |                       |                             | M a r c h | Malacky (Malatzka)           | Bratislavský (Pressburg) |                 |                 |                   |
| Niederösterreich    | Gänserndorf         | Marchegg                                     |                       |                             | M a r c h | Malacky (Malatzka)           | Bratislavský (Pressburg) |                 |                 |                   |
| Niederösterreich    | Gänserndorf         | Stupava (Stampfen)                           |                       |                             | M a r c h | Malacky (Malatzka)           | Bratislavský (Pressburg) |                 |                 |                   |
| Niederösterreich    | Gänserndorf         |                                              |                       | Bratislava (Pressburg)      | M a r c h | Bratislava IV (Pressburg IV) | Bratislavský (Pressburg) |                 |                 |                   |
| Niederösterreich    | Gänserndorf         | Engelhartstetten                             |                       | Bratislava (Pressburg)      | M a r c h | Bratislava IV (Pressburg IV) | Bratislavský (Pressburg) |                 |                 |                   |
| Niederösterreich    | Bruck an der Leitha |                                              | Hainburg an der Donau | Bratislava (Pressburg)      | M a r c h | Bratislava IV (Pressburg IV) | Bratislavský (Pressburg) |                 |                 |                   |
| Niederösterreich    | Bruck an der Leitha | Wolfsthal                                    |                       | Bratislava (Pressburg)      | M a r c h | Bratislava IV (Pressburg IV) | Bratislavský (Pressburg) |                 |                 |                   |
| Niederösterreich    | Bruck an der Leitha | Bratislava V (Pressburg V)                   |                       | Bratislava (Pressburg)      |           |                              | Bratislavský (Pressburg) |                 |                 |                   |
| Niederösterreich    | Bruck an der Leitha | Berg                                         |                       | Bratislava (Pressburg)      |           |                              | Bratislavský (Pressburg) |                 |                 |                   |
| Burgenland          | Neusiedl am See     |                                              | Kittsee               | Bratislava (Pressburg)      |           |                              | Bratislavský (Pressburg) |                 |                 |                   |
| Burgenland          | Neusiedl am See     | Pama                                         |                       | Bratislava (Pressburg)      |           |                              | Bratislavský (Pressburg) |                 |                 |                   |
| Burgenland          | Neusiedl am See     | Deutsch Jahrndorf                            |                       | Bratislava (Pressburg)      |           |                              | Bratislavský (Pressburg) |                 |                 |                   |
| Ungarn              |                     |                                              |                       |                             |           |                              |                          |                 |                 |                   |